# Чамкани, Хаджи Мухаммед
Хаджи Мухаммед Чамкани (другая транскрипция — Цамкани; 1919, Пагман, Королевство Афганистан — 2012, Кабул, Афганистан) — государственный деятель Афганистана, депутат народной палаты парламента, сенатор, исполняющий обязанности председателя Революционного совета (1986—1987), председатель Центрального совета Высшей джирги племён

## Биография
Родился в 1919 г., по происхождению — пуштун из провинции Пактия. Сын мелкого землевладельца — его отец владел примерно двумя гектарами земли. Пользовался авторитетом среди пуштунских племён, при правлении короля Захир Шаха был депутатом Народной палаты парламента, затем сенатором. Сотрудничал с режимом Бабрака Кармаля, установленном в Афганистане при помощи Советской армии, но при этом не был членом Народно-демократической партии Афганистана (НДПА).
С января 1986 по май 1988 года заместитель председателя Революционного совета (высшего органа государственной власти страны).
C 1986 по 1988 год председатель Центрального совета Высшей джирги племён (консультативного органа при министерстве народностей и племён Афганистана).
C ноября 1986 по сентябрь 1987, после отставки с поста председателя Революционного совета Бабрака Кармаля, исполнял его обязанности. Играл номинальную роль при реальном лидере страны Наджибулле, который затем официально возглавил Афганистан.
C 1987 Чамкани являлся заместителем председателя президиума Высшего чрезвычайного совета по национальному примирению в Афганистане. Назначение Чамкани было связано со стремлением обеспечить лояльность пуштунских племён режиму НДПА и, одновременно, создать впечатление реального раздела власти с беспартийными политиками. Однако эти задачи выполнить не удалось.
Покинул страну в 1992 после прихода к власти моджахедов.